# The KeyStone
The KeyStone(ザ・キーストーン）
2016年6月にVo.gt スダタクシ、Gt.vo KEiTARO、Ba.vo Shintaro、Dr 木谷 秀久によりThe KeyStoneを結成。
2016年7月から東京を拠点に活動を開始し、結成当初からTHE COLTSやTHE→CHINA WIFE MOTORSとのカップリングツアーなど遂行し、以後、自主企画「BRATS BEAT」や水曜日限定企画の「Wednesday Jack」の開催、デモ音源、ライブDVDのリリースや全国ツアーなどの活動をする。
The KeyStone・・・KOZZY IWAKAWA(THE COLTS/The Mackshow)が命名。

## 略歴
- 2016年

6月
The KeyStone結成。
7月13日
東京 新宿 ACB HALLにて初ライブ。
以後、都内を中心に精力的に活動する。
11月
THE COLTSの【THE COLTS TOUR 2016 "BASTARD!"】にオープニングアクトで出演。
・11月11日 兵庫 神戸 Harbor Studio
・11月12日 愛知 名古屋 E.L.L
・11月13日 東京 渋谷 STAR LOUNGE
以後、都内のみならず全国的に活動を広げていく。
11月11日
The KeyStone初のデモ音源「COUNTER ACTION E.P.(初回限定版)」をリリース。
12月23日
The KeyStoneの初イベント「The KeyStone pre. BRATS BEAT Vol,1」を東京 池袋 KINGSX TOKYOにて開催。
- 2017年

1月
THE→CHINA WIFE MOTORSとのカップリングツアーを【GARAGE KICKS COUPLING TOUR】題し東名阪で遂行。
・1月20日 東京 池袋 KINGSX TOKYO
・1月21日 愛知 名古屋 RAD SEVEN
・1月22日 大阪 心斎橋 BRONZE
5月
1ヶ月間毎週水曜日にThe KeyStoneのイベント「Wednesday Jack」を東京 池袋 KINGSX TOKYOにて開催。
・5月3日 / 5月10日 / 5月17日 / 5月24日 / 5月31日
7月22日
The KeyStoneの1周年記念イベント「The KeyStone pre. BRATS BEAT 〜1st Anniversary Special〜」を東京 渋谷 CYCLONEにて開催。
The KeyStone、THE→CHINA WIFE MOTORS、SheSaidSheSaidの3マンイベント。
9月27日
The KeyStoneの1周年記念イベント「The KeyStone pre. BRATS BEAT 〜1st Anniversary Special〜」の内容を収録したLIVE DVD「Rock'n'Roll Dudes」をリリース。
The KeyStone、THE→CHINA WIFE MOTORS、SheSaidSheSaidの3バンドが各5曲で全15曲を収録。
リリースと同時にThe KeyStone、THE→CHINA WIFE MOTORS、SheSaidSheSaidの3バンドによるLIVE DVD RELEASE TOUR【Rock'n'Roll Dudes Tour】がスタート。
全国のライブハウス22ヶ所にて遂行。
- 2018年

7月13日
The KeyStoneの2周年記念イベントと新宿 ACB HALLの50周年を祝って「The KeyStone pre. BRATS BEAT vol,15 〜The KeyStone 2nd Anniv. & ACB 50th Anniv.〜」を東京 新宿 ACB HALLにて開催。
9月8日
The KeyStoneのデモ音源「COUNTER ACTION E.P.(通常盤)」とデモ音源「COUNTER ACTION E.P.2(通常盤)」を2枚同時リリース。
リリースと同時に【COUNTER ACTION TOUR 2018】がスタート。
全国のライブハウス26ヶ所にて遂行。
ツアーファイナルシリーズの東京編では、ライブ会場を赤と黒に染め、ドレスコード有りでTHE→CHINA WIFE MOTORSとの2マンのイベント「ROCK’N’ROLL INFERNO」を東京 赤坂 club TENJIKUで開催。
- 2019年

3月10日
The KeyStoneのデモ音源「COUNTER ACTION E.P.3(通常盤)」をリリース。
リリースと同時に【COUNTER ACTION TOUR 2019】がスタート。
リリース初日のイベントは午前中からロマンチストとの2マンイベントを東京 新宿 ACB HALLにて開催。
- その他の活動

スダタクシ
アコースティックギターでの弾き語りでも活動する。
KEiTARO
現在、The KeyStoneの他に自身がボーカルを務めるEASTBAYやSMASH RAIDのギタリストとしても活動中。
アコースティックギターでの弾き語りでも活動する。
Shintaro
現在、The KeyStoneの他にthe aroundsのベーシストとしても活動中。
木谷秀久
現在、The KeyStoneの他にCaptain Hookのドラマーとしても活動中。

## DISCOGRAPHY

### デモ音源
- COUNTER ACTION E.P.(初回限定版/6曲＋ボーナストラック収録)（2016年11月11日）
- COUNTER ACTION E.P.(通常盤/6曲収録)（2018年9月8日）
- COUNTER ACTION E.P.2(通常盤/6曲収録)（2018年9月8日）
- COUNTER ACTION E.P.3(通常盤/6曲収録)（2019年3月10日）

### DVD
- Rock'n'Roll Dudes(ライブDVD/各バンド5曲×3バンド/計15曲収録)（2017年9月27日）